# Se davvero mi vuoi bene... Tornerò
Se davvero mi vuoi bene... Tornerò è l'album di debutto del gruppo musicale italiano I Santo California, pubblicato dall'etichetta discografica Yep nel 1974.
Dal disco è stato tratto il singolo Tornerò/Se davvero mi vuoi bene, che durante l'estate 1975 raggiunse la vetta della classifica dei più venduti in Italia.

## Tracce

### Lato A
1. Se davvero mi vuoi bene
2. Un prato per noi due
3. La stessa ragazza
4. Mente e cuore
5. Fenesta vascia

### Lato B
1. Tornerò
2. Per favore
3. Non lasciarmi più solo
4. Preparo quattro righe
5. Mi vuoi bene?